# 玉宮村
玉宮村（たまみやむら）は山梨県東山梨郡にあった村。現在の甲州市北西部、中央本線塩山駅の北北東一帯にあたる。

## 地理
- 山：扇山、小倉山、高芝山、鈴庫山
- 河川：重川、竹森川

## 歴史
- 1875年（明治8年）6月 - 山梨郡竹森村・福生里（ふくおり）村・平沢村が合併して玉宮村となる。
- 1878年（明治11年）7月22日 - 郡区町村編制法の施行により、玉宮村が東山梨郡の所属となる。
- 1889年（明治22年）7月1日 - 町村制の施行により、玉宮村が単独で自治体を形成。
- 1954年（昭和29年）3月20日 - 塩山町に編入。同日玉宮村廃止。

## 名所・旧跡・観光スポット・祭事・催事
- 玉諸神社 (甲州市)
- 竹森のザゼンソウ群